# Tałaszkino
Tałaszkino (ros. Талашкино) – wieś (ros. село, trb. sieło) w zachodniej Rosji, centrum administracyjne osiedla wiejskiego Tałaszkinskoje rejonu smoleńskiego w obwodzie smoleńskim.

## Geografia
Miejscowość położona jest przy drodze federalnej R120 (Orzeł – Briańsk – Smoleńsk – Witebsk), 26 km od drogi magistralnej M1 «Białoruś», 16,5 km od Smoleńska.
W granicach miejscowości znajdują się ulice: Chydożestwiennaja, Cwietocznaja, Gagarina, Jabłoniewaja, Jamskaja, Lenina, Lesnaja, Mira, Mołodiożnaja, Moskowskaja, Nowosielskaja, Oziornaja, Parkowaja, Sadowaja, Sirieniewaja, Tieniszewoj.

## Demografia
W 2010 r. miejscowość zamieszkiwało 1501 osób.

## Historia
Za sprawą księżnej Marii Tieniszewej, właścicielki wsi na przełomie XIX i XX w., Tałaszkino stało się ośrodkiem artystycznym, który odegrał ważną rolę w kształtowaniu się nurtu rosyjskiego modernizmu, inspirowanego przez sztukę ruską i ludową. Przebywali tu m.in. architekt Siergiej Malutin, Ilja Riepin, Jan Ciągliński, Aleksandr Benois, Michaił Wrubel, Nikołaj Roerich i Igor Strawinski. W Tałaszkino do dziś zachowały się tzw. Tieriemok (1900-1901) i cerkiew św. Ducha (1902-1903) zaprojektowane przez Malutina oraz malowidła Roericha z 1914.

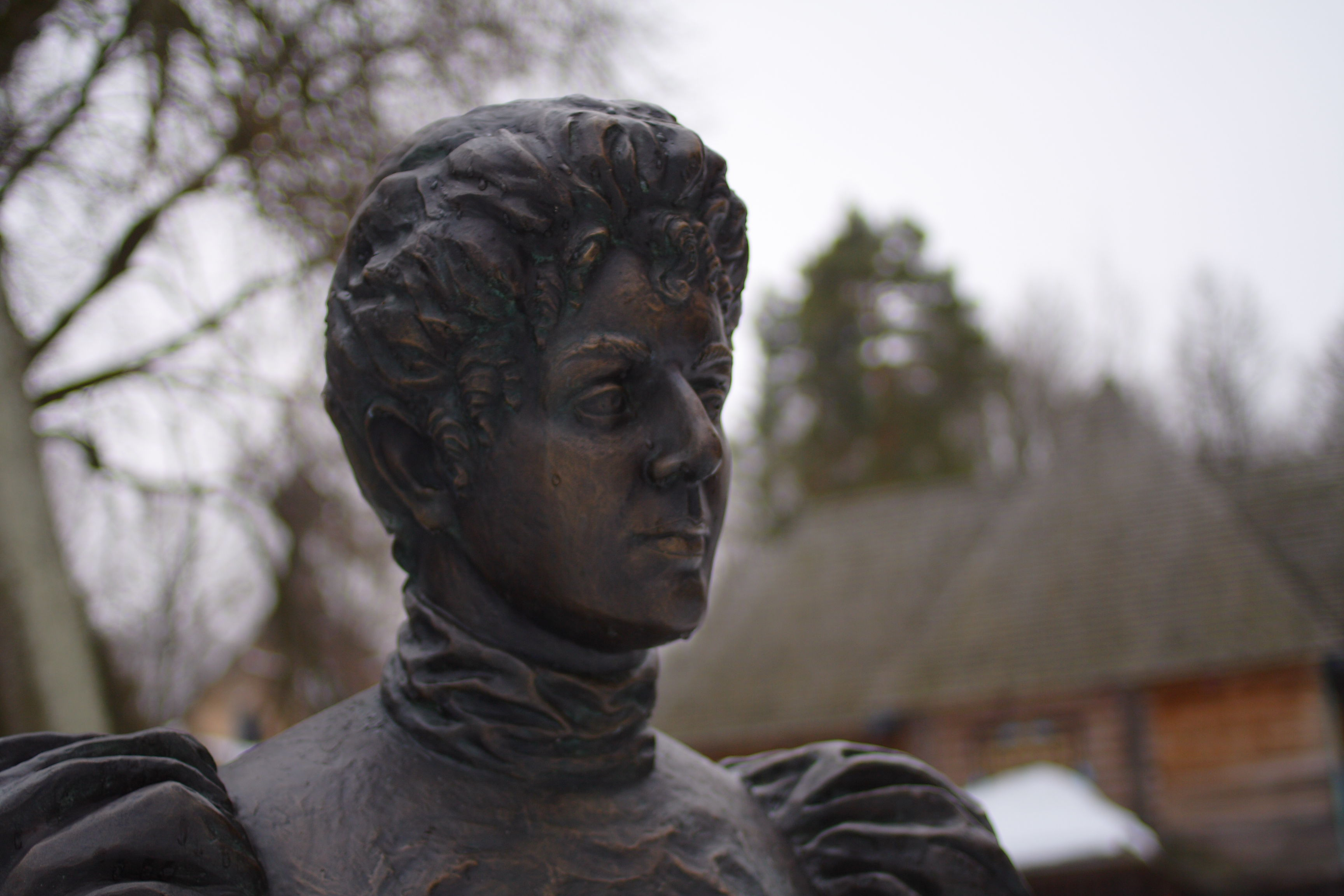
Pomnik Marii Tieniszewej
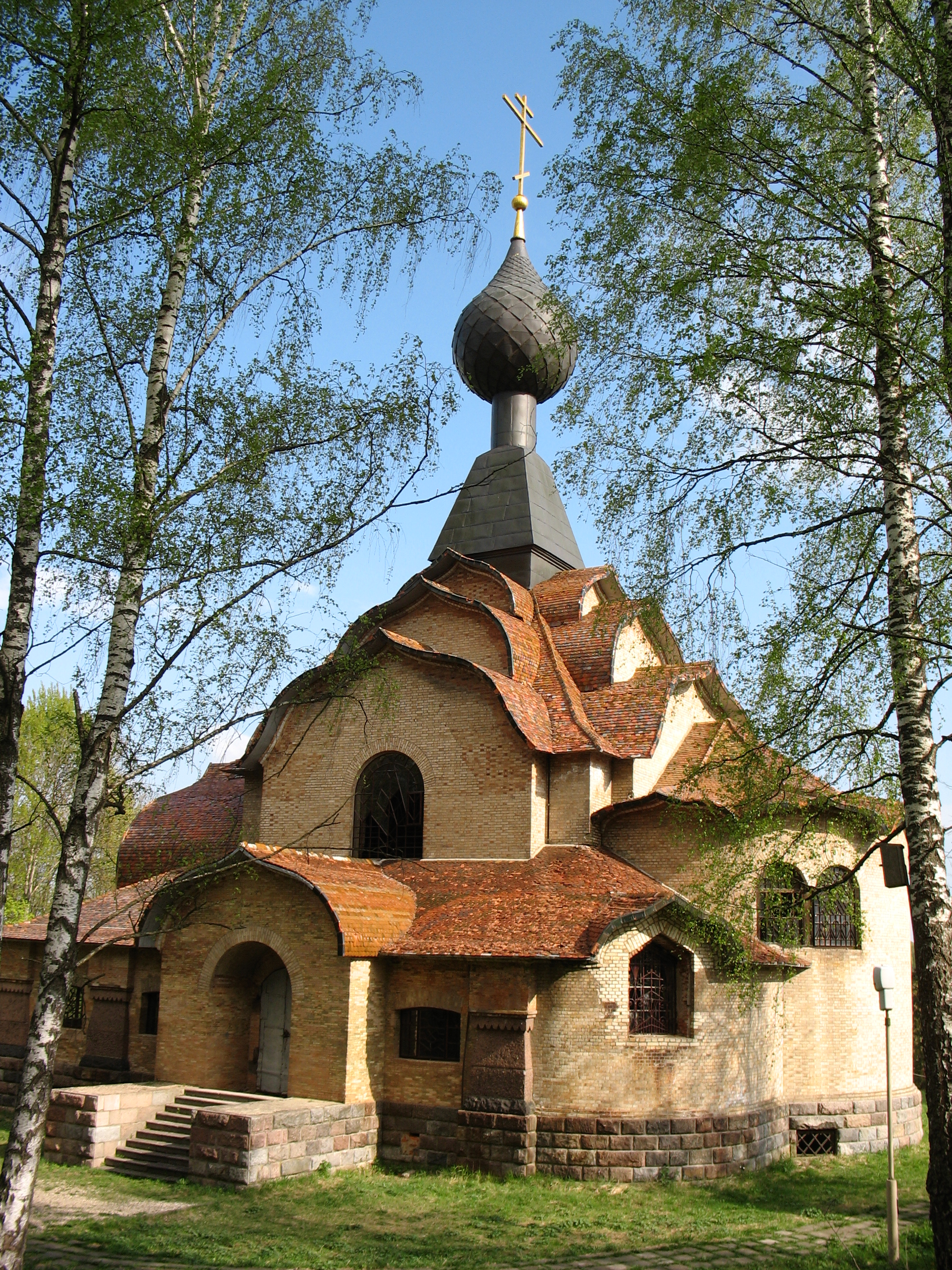
Cerkiew św. Ducha
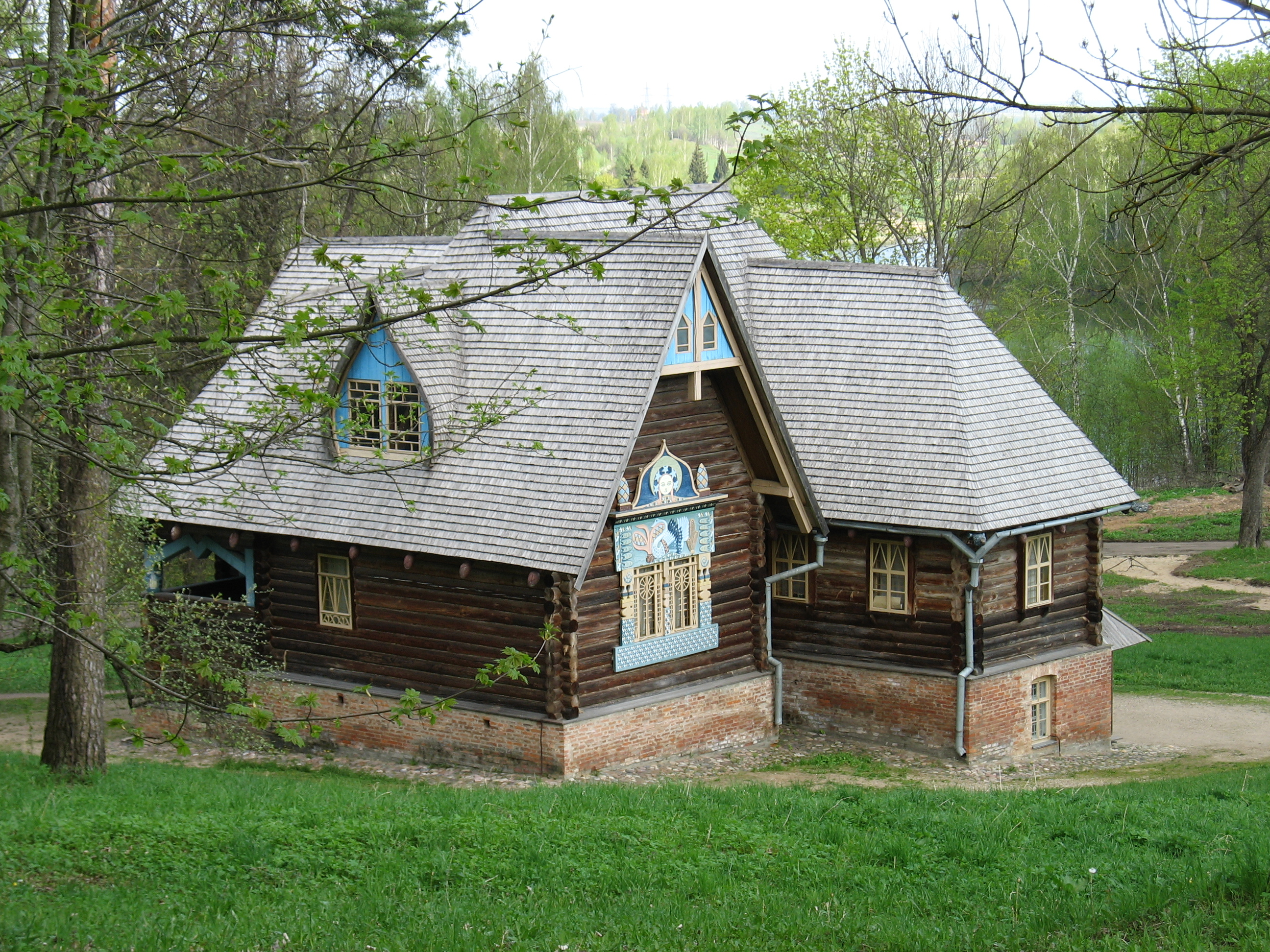
Chata „Tieriemok”
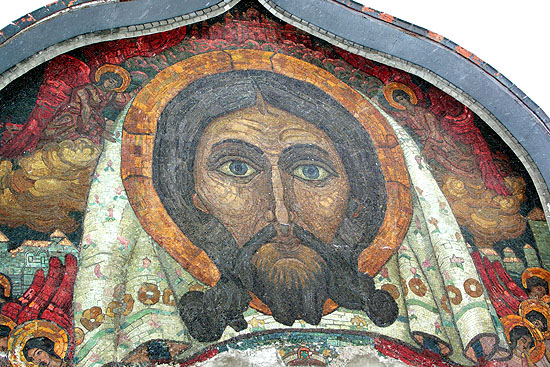
Mozaika Nikołaja Roericha

W czasie II wojny światowej od lipca 1941 roku wieś była okupowana przez hitlerowców. Wyzwolenie nastąpiło we wrześniu 1943 roku.